# رایشرسبویرن
رایشرسبویرن (به آلمانی: Reichersbeuern) یک شهر در آلمان است که در بایرن واقع شده‌است.

## خصوصیات
رایشرسبویرن ۱۵٫۴۱ کیلومترمربع مساحت دارد ۷۱۶ متر بالاتر از سطح دریا واقع شده‌است.